# Torre delle Bebbe

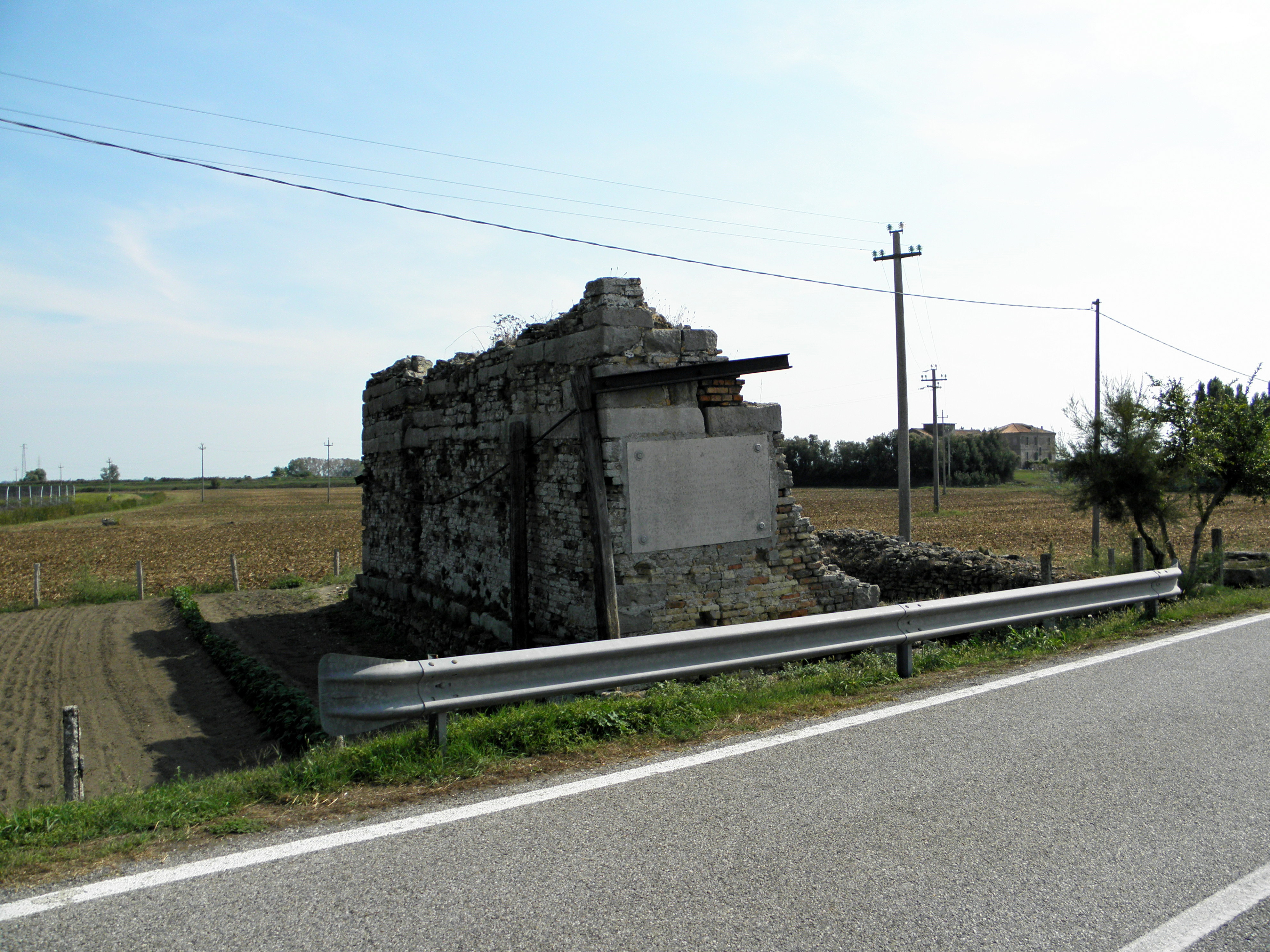
Der Torre delle Bebbe in der Cà Bianca, Fraktion von Chioggia, 2011

Der Torre delle Bebbe war ein mehr als sechs Jahrhunderte militärisch und ökonomisch bedeutender Turm an der Grenze zwischen den Herrschaftsgebieten der Republik Venedig und Padua. Er war zwischen der Mitte des 8. Jahrhunderts und dem Chioggia-Krieg, also bis Ende des 14. Jahrhunderts, von erheblicher strategischer Bedeutung, denn der Turm diente der Kontrolle Venedigs über die Mündung eines Seitenarms des Brenta, des Medoacus Minor. Dieser Wasserweg, der in die Lagune von Venedig mündete, war von großer Bedeutung für den Handel zwischen Venedig (und anderen Städten an der Adria) Richtung Padua – und über den Bacchiglione nach Vicenza. Als Padua den Lauf des Brenta veränderte, kam es 1142 zum offenen Krieg.

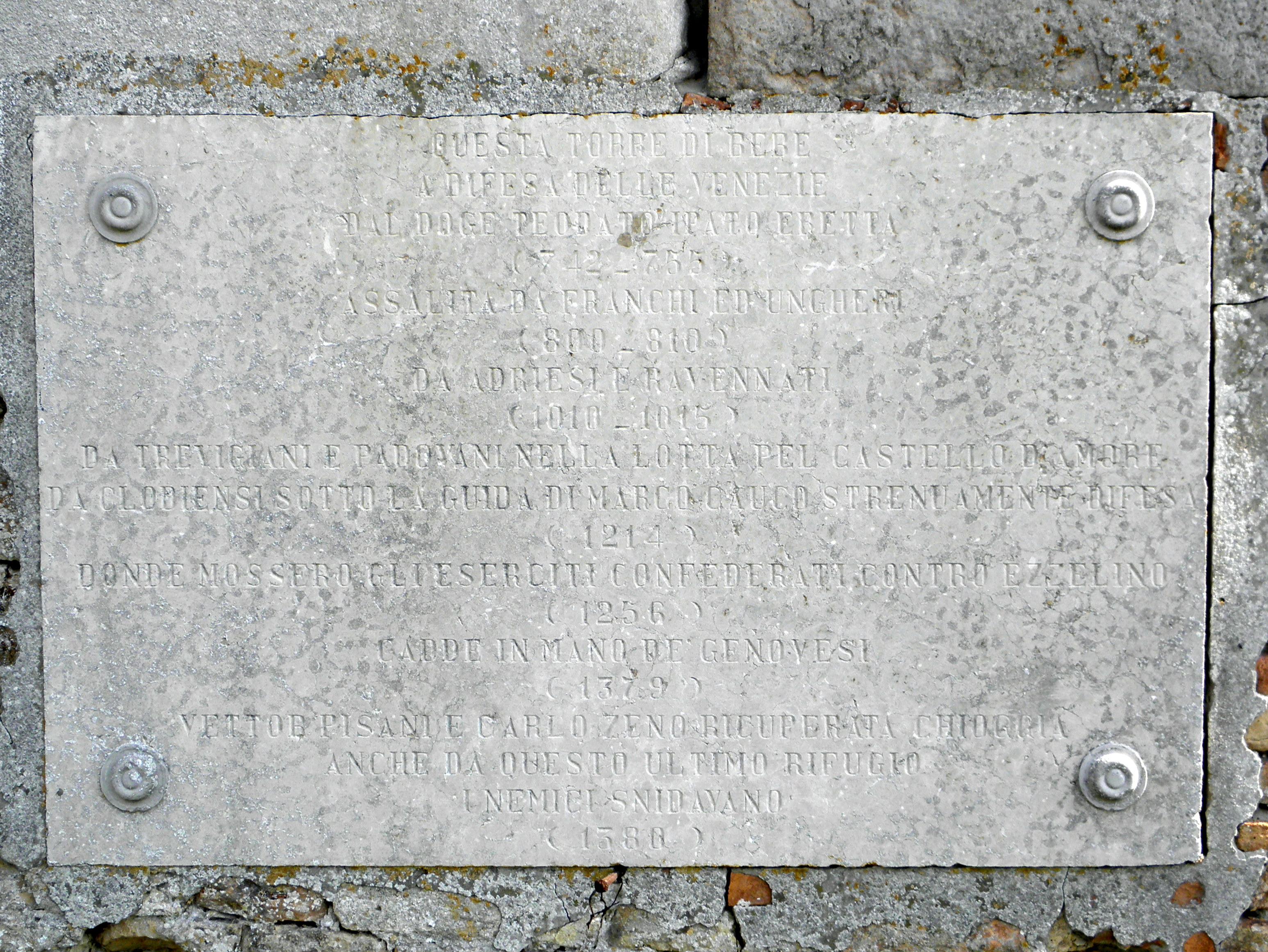
Am Turm angebrachte Tafel mit den Ereignissen, mit denen er in Zusammenhang gebracht wurde

## Geschichte
Der Überlieferung nach ließ der Doge Diodato Ipato, Doge etwa von 742 bis 755, den Turm errichten. Anfang des 9. Jahrhunderts wurde der Turm von Franken und Ungarn angegriffen, wie die am Turm angebrachte Tafel vermerkt, wohl eher aber von Slawen (die Ungarn attackierten Venedig erst um 900), dann von Truppen aus Adria und Ravenna zu Beginn des 11. Jahrhunderts.
Im Krieg um das Castello d’Amore, als Ezzelino die Paduaner demütigen wollte, attackierten wiederum Trevisaner und Paduaner 1214 das Bollwerk, das unter Führung von Marco Cauco der Belagerung widerstand. Die entscheidende Schlacht, in der die Angreifer 1216 gegen die Einheiten unter Führung des venezianischen Dogen Pietro Ziani unterlagen, fand in der Nähe des Torre delle Bebbe statt. 1256 zogen die guelfischen Verbündeten gegen Ezzelino III. da Romano, um Padua von dessen Herrschaft zu befreien.
Schließlich fiel der Turm in die Hände der Genuesen, die Venedig bis 1380 belagerten, die aber gegen Vettor Pisani und Carlo Zen unterlagen. Nicht erwähnt wird in der abgebildeten Inschrift die Rückgewinnung des Turmes unter Domenico Silvo nach einem Sieg über den normannischen Grafen Amico di Giovinazzo. Eines der Hauptmotive der Kämpfe zwischen den Nachbarn waren die nahe gelegenen Salinen, die der Meersalzgewinnung dienten.
1303 errichtete Venedig am Unterlauf des Brenta einen Damm, der dazu beitrug, den Fluss als einzigen Handelszugang in die obere Adria zu sichern. Dies war zugleich ein Versuch, den Handel mit Oberitalien zu monopolisieren – eine Tendenz, gegen die sich Städte wie Padua und Bologna zur Wehr setzten. Noch weiter ging Venedig 1339, als erstmals der Brenta Richtung Chioggia umgeleitet wurde. Der Fluss entwässerte damit nicht mehr in die Lagune, was in dem komplexen Lagunensystem gravierende Folgen hatte. 1360 wurde der Brenta wieder in sein altes Bett zurückverlegt, um 1368 endgültig umgeleitet zu werden. In der Folge verlor der Torre delle Bebbe seine strategische Bedeutung.
Trotzdem nennt noch Marin Sanudo in seinem De origine, situ et magistratibus urbis Venetae ovvero La Città di Venezia einen Podestà, den der Große Rat alljährlich wählte (f. 35v, S. 71 ed. Angela Caracciolo Aricò). In einer anderen Handschrift nennt er drei Amtsinhaber, nämlich „Sier Zorzi Sagredo“, der dieses Amt ausdrücklich dreimal innehatte, nämlich 1457, 1465 und 1470, dann „Sier Giacomo Matono“ im Jahr 1470 und „Sier Nicolò Salamon de sier Marco“ 1473. Ausdrücklich sei Salamon der letzte Podestà gewesen („fo l’ultimo“), wie Sanudo schreibt (p. 76, S. 214 ed. Caracciolo Aricò).